# Billie Jean
 Der er for få eller ingen kildehenvisninger i denne artikel, hvilket er et problem. Du kan hjælpe ved at angive troværdige kilder til de påstande, som fremføres i artiklen.

"Billie Jean" er en hit-single fra 1982 fra Michael Jacksons Thriller-album. Nummeret var nummer 1 på adskillige hitlister, bl.a. på amerikanske og britiske hitlister. Nummeret betragtes i dag ikke blot som Michael Jacksons største hit, men måske et af de største hit nogensinde.

## Baggrund
Teksten og historien fra "Billie Jean" er baseret på en virkelig historie. Jackson synger om en kvinde, der påstår, at Jackson er far til hendes barn. I virkeligheden blev Jackson i starten af 1980'erne forfulgt af en stalker, som påstod, hun var gift med Jackson, og at han var far til hendes tvillingebørn. Kvinden blev senere indlagt på et psykiatrisk hospital.
I 2008 var der igen en hændelse, hvor den samme kvinde brød ind i Jacksons ranch "Neverland", stadig med de samme påstande. Hun blev dog straks anholdt og nåede aldrig i kontakt med Jackson.
I Grand Theft Auto: Vice City til PlayStation 2 fra 2002 er "Billie Jean" et af numrene på radiostationen Flash FM.

## Musikvideo
Udover at sangen var et stort hit, så medfulgte der også en berømt koreografi fra Michael Jackson til sangen. Ved Motown 25-showet fremførte Michael Jackson for første gang sin moonwalk live. Derudover var hele koreografien under koncerten ren improvisation.